# Route 445 (Nouveau-Brunswick)
Pour les articles homonymes, voir Route 445.
La route 445 est une route locale du Nouveau-Brunswick située dans le nord-est de la province, près de Neguac. Elle traverse une région agricole. De plus, elle mesure 13 kilomètres et est pavée sur toute sa longueur.

## Tracé
La 445 débute à Lagaceville, sur la route 450. Elle commence par se diriger vers le nord-est pendant 5 kilomètres, puis elle possède 2 tournants de 90° alternatifs (un vers la droite, puis l'autre vers la gauche). Elle possède ensuite un court multiplex avec la route 455. Elle se termine 4 kilomètres plus à l'est, à Stymiest Road, sur la route 460. 

## Intersections principales
| Route 445       |               |    |                                            |                                |
| Comté           | Location      | km | Intersection/Destinations                  | Notes                          |
| Northumberland  | Lagaceville   | 0  | R-450, Village-Saint-Laurent, Alainville   | extrémité ouest de la 445      |
| Northumberland  | Fairisle      | 8  | R-455 sud, Neguac                          | début du multiplex avec la 455 |
| Northumberland  | Fairisle      | 9  | R-455 nord, Lauvergot, Alainville          | fin du multiplex avec la 455   |
| Northumberland  | Stymiest Road | 13 | R-460, Neguac, Price Settlement, Gaythorne | extrémité est de la 445        |
| Vert: Multiplex |               |    |                                            |                                |